# Balanidae
Los balánidos (Balanidae) son una familia de crustáceos cirrípedos de la orden Sessilia. Tienen un caparazón de 4 o 6 placas, y un complejo sistema de tabiques interlaminados, con una base calcárea.

## Sistemática
- Amphibalanus Pitombo, 2004
- Austromegabalanus Newman, 1979
- Balanus Da Costa, 1778
- Fistulobalanus Zullo, 1984
- Megabalanus Hoek, 1913
- Menesiniella Newman, 1982
- Notomegabalanus Newman, 1979
- Paraconcavus Zullo, 1992
- Perforatus Pitombo, 2004
- Tetrabalanus Cornwall, 194

- Datos: Q266221
- Multimedia: Balanidae / Q266221
- Especies: Balanidae